# U830C

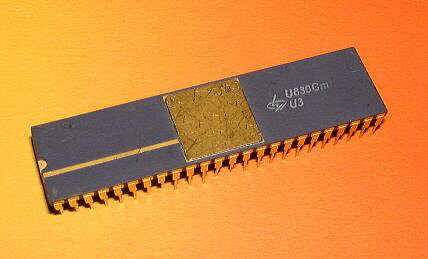
Bit-Slice-Prozessorelement U830Cm

U830C ist der Name eines 8-Bit-Bit-Slice-Prozessorelements, das Ende der 1970er Jahre vom Zentrum für Forschung und Technologie Mikroelektronik Dresden (ZFTM/ZMD) zusammen mit einem sowjetischen Unternehmen entwickelt und hergestellt wurde. Im Gegensatz zu den meisten anderen Mikroprozessoren arbeitet der U830C asynchron. Der U830C und die zugehörigen Peripherieschaltkreise wurden 1980 erstmals öffentlich vorgestellt.

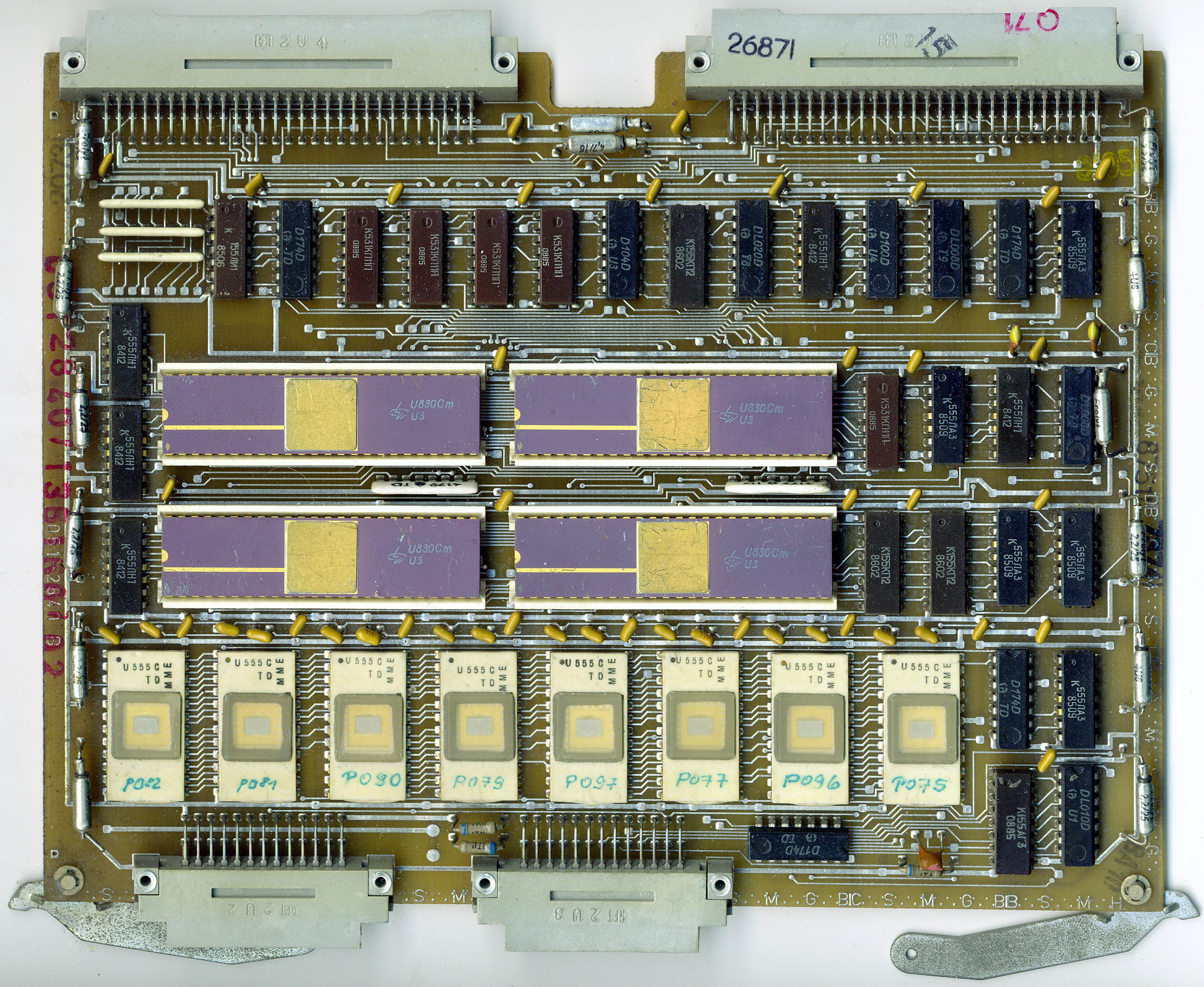
Vier U830Cm auf Prozessorplatine des K 1630

Die CPU kam in K-1600-Rechnern (orientieren sich an der PDP-11) von Robotron zur Anwendung. In diesen Rechnern wurde durch eine Kaskadierung dieser CPU über die Bit-Slice-Technologie ein 16 Bit breiter Datenbus geschaffen. Maximal waren über diese Kaskadierung 32 Bit möglich.
Untergebracht war diese CPU in einem DIP48-Keramikgehäuse.

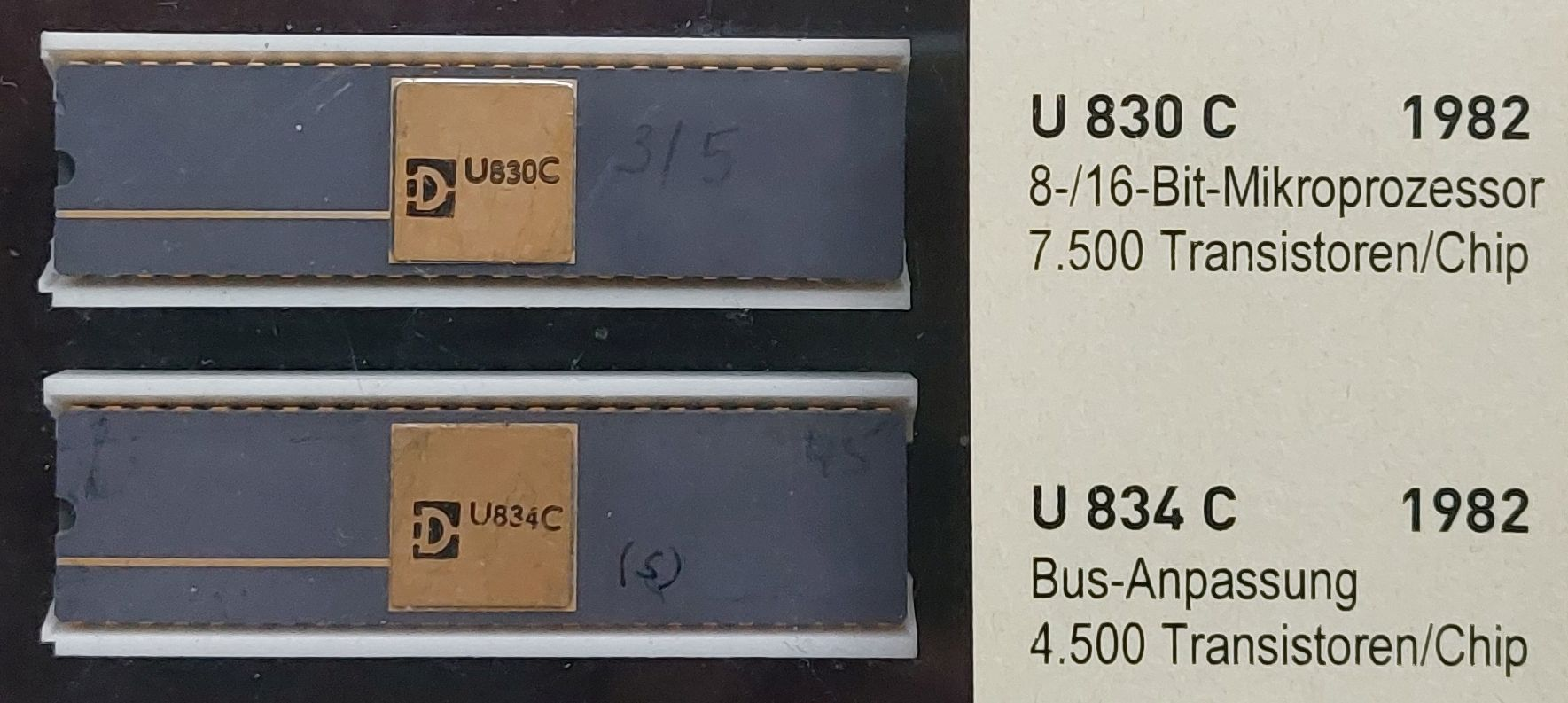
U830C und U834C

Zu dieser CPU gehörten folgende Schaltkreise:
- U832C – 16-Bit-Arithmetik-Schaltkreis
- U8032C – U832C für 8-Bit-Systeme mit etwa 15.000 Transistoren auf einer Chipfläche von etwa 46 mm²[2]
- U834C – Bussteuerung

## Technische Daten
- Technologie: NMOS-Silizium-Gate-Technik
- maximal vier U830 kaskadierbar
- Befehlssteuerung über 14-Bit-Bus
- Befehlssatz mit 58 Befehlen unter anderem für Addition, Subtraktion, logische Funktionen, Bitoperationen, Dekrement, Inkrement und Dezimalkorrekturen
- Ein- und Ausgabe der Flags N(egative), Z(ero), (o)V(erflow), C(arry)
- 18 Register
- asynchrone Arbeitsweise
- Ausgänge TTL-kompatibel
- Selektionstypen abhängig von der Befehlsverarbeitungs- und -zykluszeit:
  - U830C: 1120 ns
  - U830Cp: 1000 ns
  - U830Cm: 900 ns

## Nachfolger U84x
Im Rahmen der Entwicklung des K-1600-Nachfolgemodells K 1700 (Vorbild PDP-11/44) wurde ab Ende 1979 ein vorbildfreies Schaltkreissystem U84x von ZFT Robotron und ZFTM Dresden entworfen. Das Schaltkreissystem U84x hatte folgende Bestandteile:
- U840 – 16-Bit-Mikroprozessor (CPU)
- U841 – Speicherverwaltung (MMU)
- U842 – Arithmetikprozessor (ARP)
- U843 – Speicherzugriffsteuerung (DMA)
- U844 – Buskoppeleinheit (BCU)
- U845 – Parallel-Serienwandler (PCS)
- U846 – Commercial Instruction Set (CIS)

Die Entwicklungsarbeiten am Schaltkreissystem wurden 1982 abgebrochen. Die Bezeichnung U840 wurde 1989 / 1990 für einen Spezialprozessor für speicherprogrammierte Steuerungen wieder verwendet, welcher jedoch bedingt durch die Wende ebenfalls nicht in die Massenfertigung überführt wurde.